# Bočkovo
Bočkovo je naselje u slovenskoj Općini Bloki. Bočkovo se nalazi u pokrajini Notranjskoj i statističkoj regiji Notranjsko-kraškoj. 

## Stanovništvo
Prema popisu stanovništva iz 2002. godine naselje je imalo 12 stanovnika.